# Cureglia
Cureglia es una comuna suiza del cantón del Tesino, situada en el distrito de Lugano, círculo de Vezia. Limita al norte con la comuna de Origlio, al este con Comano, al sur con Porza y Vezia, y al oeste con Cadempino y Lamone.